# Aglais rothkei
Aglais rothkei är en fjärilsart som beskrevs av Gunder 1927. Aglais rothkei ingår i släktet Aglais och familjen praktfjärilar. Inga underarter finns listade i Catalogue of Life.